# جائزة موناكو الكبرى 1990
جائزة موناكو الكبرى 1990 هو سباق فورمولا 1 أقيم بتاريخ 27 مايو 1990 في حلبة موناكو، مونت كارلو. كان الرابع من أصل 16 في بطولة العالم لسباقات الفورمولا واحد موسم 1990. حلّ البرازيلي آيرتون سينا أولا بينما جاء الفرنسي جان إليزي في المركز الثاني وحصل على المركز الثالث النمساوي غيرهارد بيرغر.